# Котбус-Потсдамская операция
Котбус-Потсдамская операция — одна из последних операций советских войск в годы Великой Отечественной войны, часть Берлинской наступательной операции, проводившаяся 16 — 27 апреля 1945 года. В её ходе правофланговые части 1-го Украинского фронта вышли с юга к столице Германии — Берлину.

## План операции
3 апреля 1945 года директивой Ставки ВГК № 11060 войскам 1-го Украинского фронта была поставлена задача:

1. Подготовить и провести наступательную операцию с целью разгромить группировку противника в районе Котбус и южнее Берлина. Не позднее 10—12 дня операции овладеть рубежом Беелитц, Виттенберг и далее по р. Эльба до Дрездена. В дальнейшем, после овладения Берлином, иметь в виду наступать на Лейпциг.
2. Главный удар силами пяти общевойсковых армий и двух танковых армий нанести из района Трибель в общем направлении на Шпремберг, Бельциг.

Командующий 1-м Украинским фронтом И. С. Конев, несмотря на то, что в задаче фронта в принципе не предусматривалось сражение за Берлин, решил заложить в операцию предпосылки возможности борьбы за германскую столицу. Понимая сложность ведения боёв в городе крупными механизированными подразделениями, он решил задействовать в боях за Берлин пехоту 3-й гвардейской армии. В общей директиве войскам фронта № 00211/оп от 8 апреля 1945 года было сказано:

Подготовить одну стрелковую дивизию для действий в составе особого отряда 3 гв. ТА из района Треббин на Берлин.

Однако командующему 3-й гвардейской армией В. Н. Гордову задача была поставлена в более сильных выражениях:

Армия со средствами усиления прорывает оборону противника на зап. берегу р. Нейсе на участке (иск.) Форст, (иск.) перекрёсток шоссе и автострады, 1 км юго-восточнее Клейн-Бадемейзель, уничтожает противостоящего противника и, стремительно развивая наступление главными силами в обход Котбус с юга, выходит на рубеж (иск.) Цоссен, Белсиц, Нимчек, откуда главными силами атакует Берлин с юга и одним СК с юго-запада.

Генерал Гордов несколько модернизировал задачу, проведя ось наступления прямо через город Котбус. В своём решении он указал:

…нанося главный удар в обход Котбус с юга в направлении Фетшау, Гольсен, Лукенвальде, во взаимодействии с 3 гв. ТА главными силами выйти на рубеж (иск.) Цоссен, Беелитц, Нимечек, откуда двумя стрелковыми корпусами (120 и 76 СК) нанести удар по Берлину с юга и одним СК (21 СК) с юго-запада.

14 апреля И. С. Конев издал новый приказ № 023/оп, изменивший порядок использования войск. Теперь было решено, что 3-я гвардейская танковая армия должна форсировать реку Нейсе в боевых порядках пехоты, а в дальнейшем обогнать пехоту и к исходу первого дня наступления захватить плацдармы на реке Шпрее. Для ускорения продвижения вперёд 6-й гвардейский танковый корпус уводился с линии Форст-Котбус, оставляя штурм этих узлов сопротивления пехоте. На второй день наступления передовые отряды 6-го и 7-го гвардейских танковых корпусов должны были захватить Дубэн и Люккау, то есть на сутки раньше, чем по первоначальному плану наступления.

## Силы сторон
Решающую роль в советском наступлении должны были сыграть 3-я гвардейская танковая армия (командующий — П. С. Рыбалко) и 4-я гвардейская танковая армия (командующий — Д. Д. Лелюшенко). Помимо них в главном ударе 1-го Украинского фронта принимали участие 3-я гвардейская армия, 5-я гвардейская армия и 13-я армия.
Советским войскам противостояли части немецкой группы армий «Центр», командование которой решило, что главной целью советского наступления будет прорыв через Саксонию ради соединения с американскими войсками и рассечения Германии надвое. Поэтому крупные резервы группы армий были сосредоточены под Герлицем, а на Нейсе оборонялись 5-й армейский корпус (342-я, 214-я и 275-я пехотные дивизии и боевые группы 35-й и 36-й дивизий СС) и танковый корпус «Великая Германия» (моторизованная дивизия «Бранденбург», 464-я пехотная дивизия, 615-я дивизия особого назначения и боевая группа 545-й пехотной дивизии народного ополчения).

## Ход событий
Вечером 15 апреля советские усиленные стрелковые роты с наступлением темноты переправились на западный берег Нейсе, чтобы провести разведку боем в полосе наступление. Однако они натолкнулись на организованное и сильное огневое сопротивление немцев. В ходе ночного боя немцы оставили первые траншеи и отошли во вторые.

### 16 апреля
16 апреля в 06:15 началась артиллерийская подготовка, учитывавшая тактику немцев по оставлению первой линии траншей: после короткого налёта на первую линию траншей основной удар был нанесён по второй. Одновременно на берег подвезли лодки для переправы пехоты, а в 06:55, когда артиллерия перенесла огонь в глубину, была поставлена дымовая завеса, под прикрытием которой усиленные батальоны первого эшелона начали форсирование Нейсе. После захвата ими плацдармов на западном берегу сапёры приступили к наводке мостов, и уже через 50 минут были готовы мосты на лодках, через 2 часа — мосты для 30-тонных грузов, а через 4—5 часов — мосты на жёстких опорах под грузы до 60 тонн. В результате переправа первого эшелона главных сил была закончена за один час, ещё до окончания артиллерийской подготовки.
149-я стрелковая дивизия 3-й гвардейской армии с юго-востока атаковала город Форст, превращённый немцами в крупный опорный пункт, и к 18:00 уже вела бои за центр города. С востока штурму Форста помог одной стрелковой дивизией 76-й стрелковый корпус. В целом продвижение войск 3-й гвардейской армии отставало от графика и составило 4—6 км.
3-я гвардейская танковая армия двигалась вперёд южнее Форста, и к вечеру завязала бои за Домсдорф и Грос-Шаксдорф. За день её войска прошли 9 км, что было вдвое меньше предусмотренных планом 18 км.
Наступавшая в центре построения 13-я армия стала лидером наступления, захватив к вечеру Гросс-Кельциг и Клейн-Кельциг и продвинувшись на 13 км.
Наступавшая на левом фланге 5-я гвардейская армия была вынуждена частью сил ликвидировать плацдарм противника на восточном берегу Нейсе, и за день продвинулась лишь на 8 км.
Из-за ошибки в оценке советских планов германские резервы оказались далеко на юге, поэтому к месту советского прорыва немцами были выдвинуты только 21-я танковая дивизия, оседлавшая трассу Бреслау-Берлин, и Дивизия сопровождения фюрера, оседлавшая шоссе на Шпремберг. Около полудня 16 апреля приказ на выдвижение на север получила 10-я танковая дивизия СС «Фрундсберг», но ей пришлось двигаться своим ходом в условиях нехватки горючего; на остатках топлива эсэсовцы отправились занимать оборону между Котбусом и Шпрембергом.
Понимая, что любая потеря времени даёт возможность противнику подготовить оборону, командующий 4-й танковой армией Д. Д. Лелюшенко принял решение продолжить наступление ночью. 10-му танковому корпусу он поставил задачу захватить плацдарм на западном берегу реки Шпрее севернее Шпремберга, а 6-му гвардейскому механизированному корпусу — южнее Шпремберга.

### 17 апреля
В ночь на 17 апреля немцы предприняли контратаку в направлении южной окраины Форста, но она была отбита советскими войсками. Днём было продолжено окружение и уничтожение немецких войск в районе Форста. За счёт подтягивания частей второго эшелона части 3-й гвардейской армии произвели перегруппировку, разделившись по задачам: 120-й стрелковый корпус наступал на запад, а 76-й стрелковый корпус штурмовал Форст.
В ходе ночного наступления 3-я гвардейская танковая армия овладела Зиммерсдорфом и продолжила наступление на запад, завязав ночной бой за Гари, который был занят советскими войсками лишь к 8 утра. Однако уже в 10:00 последовала немецкая контратака частями 21-й танковой дивизии, которые, наступая с севера и юга, стремились окружить и уничтожить вырвавшиеся вперёд советские части. Все атаки были отражены, однако бои оказались тяжёлыми. В бою за Гари погиб дважды Герой Советского Союза Семён Хохряков.
Утром 17 апреля танкистам 4-й гвардейской танковой армии удалось обогнать пехоту и вырваться вперёд, однако поставленная командармом задача захватов плацдармов к северу и югу от Шпремберга войсками решена не была.
Тем временем командование группы армий «Центр» подтягивало резервы в полосу наступления 1-го Украинского фронта. Командующий дивизией «Фрундсберг» Хармель, развернувший командный пункт в городе Ройтце западнее Шпремберга, получил от командующего 4-й танковой армии Грассера приказ контрударом закрыть брешь между Котбусом и Шпрембергом.
Вечером 17 апреля И. С. Конев отдал приказ о наступлении на реку Шпрее, в котором были слова:

Наши войска должны быть первыми в городе Берлине, и это могут сделать и с честью выполнить приказ Великого Сталина.

Вечером 17 апреля состоялся разговор по ВЧ между И. В. Сталиным и И. С. Коневым, в ходе которого было получено разрешение повернуть танковые армии 1-го Украинского фронта на Берлин (перпендикулярно исходно запланированному направлению наступления). Получив разрешение Верховного, И. С. Конев тут же отдал приказ, в котором 3-й гвардейской танковой армии ставилась задача в ночь с 20 на 21 апреля ворваться в Берлин с юга, а 4-й гвардейской танковой армии — в ночь с 20 на 21 апреля овладеть Потсдамом и юго-западной частью Берлина. Приказывалось города и крупные населённые пункты обходить и не ввязываться в затяжные фронтальные бои.

### 18 апреля
18 апреля к Форсту начали подходить немецкие резервы с неатакованных участков фронта. Советское командование решило не превращать Форст в осаждённую крепость, на осаду которой пришлось бы потратить как минимум стрелковый корпус, поэтому гарнизону дали уйти в северном направлении. Полученный командованием 3-й гвардейской танковой армии новый приказ Конева не ставил перед ней новых задач, так как перед поворотом на Берлин всё равно нужно было сначала форсировать Шпрее. Воспользовавшись тем, что немецкая оборона носила очаговый характер, 7-й гвардейский танковый корпус по лесным дорогам днём 18 апреля вышел к Шпрее севернее Шпремберга и форсировал реку. Во второй половине дня в этот район выехал лично И. С. Конев, и принял решение провести через эту переправу все три корпуса 3-й гвардейской танковой армии. Грамотное сочетание обороны и наступления позволило успешно отразить немецкие контрудары 21-й танковой дивизии.
4-я гвардейская танковая армия, наткнувшись на упорное сопротивление противника в районе Шпремберга, начала обходить город с севера и юга, стремясь выйти к Шпрее за пределами города. Вечером ей удалось форсировать реку и там, и там, причём на северном плацдарме тут же была создана переправа для танков. В результате на третий день наступления две танковые и две общевойсковые советские армии смогли преодолеть всю глубину немецкой обороны на реке Нейсе и выйти на оперативный простор. Крупных резервов для контрударов или восстановления фронта на этом направлении у немцев не было, путь на Берлин был открыт. После этого операция разделилась на несколько отдельных сражений: часть советских войск продолжала бои за Котбус, две танковые армии пошли на Берлин, а общевойсковые армии продолжили наступление в западном направлении.

### Бои за Котбус
Наступавшая на Котбус 3-я гвардейская армия собирала против себя резервы противника. В итоге Котбус обороняли части 36-й дивизии СС, 242-й, 214-й и 275-й пехотных дивизий, 21-й танковой дивизии и разведбат 10-й танковой дивизии СС. На 19 апреля Гордов поставил своим войскам задачу нанести удар четырьмя стрелковыми дивизиями в обход Котбуса на Кольквиц. Он собирался нанести главный удар левым крылом армии в обход города на северо-запад, тем самым перерезав немецкие коммуникации на западе. Воспользовавшись переправами через Шпрее в полосе соседней 13-й армии, советские войска стали быстро развивать наступление в северном и северо-западном направлении, и к вечеру 20 апреля перерезали железную дорогу Котбус-Калау и подошли вплотную к автобану Берлин-Бреслау, проходившему южнее Котбуса.
Так как через Котбус проходили основные магистрали, без овладения которыми было невозможно снабжать наступавшие на Берлин войска, И. С. Конев 20 апреля лично выехал к Гордову. С его разрешения в распоряжении 3-й гвардейской армии ещё на шесть часов была оставлена 25-я артиллерийская дивизия прорыва, которую должны были перебросить к Берлину. С её поддержкой 120-й стрелковый корпус преодолел внешний обвод укреплений города и ворвался в его восточную часть. К исходу 21 апреля котбусская группировка немцев была окружена с востока, юга и запада, у неё оставался только путь на север, в болота. Ночью к городу прорвался и 21-й стрелковый корпус, а к 13:00 22 апреля город был взят. Развивая успех, наступающие продвинулись дальше на север до рубежа Шпрее.

### Наступление на Берлин
С утра 19 апреля началось стремительное наступление двух танковых армий 1-го Украинского фронта в северо-западном направлении. К 15:00 53-я гвардейская танковая бригада 3-й гвардейской танковой армии заняла крупный узел дорог Фетшау; его зачисткой от остатков гарнизона занялись шедшие следом 52-я гвардейская танковая бригада и 22-я гвардейская мотострелковая бригада. К 19:00 53-я гв. танковая бригада заняла Гросс-Любенау, а 51-я гв. танковая бригада овладела Боблицем. У наступавшего на левом фланге 7-го гв. танкового корпуса лидировала 56-я гв. танковая бригада, которая к 14:00 захватила Казель, к 15:00 — Огрозен, а к 19:00 — Калау.
В авангарде наступления 4-й гвардейской танковой армии шёл 10-й гв. танковый корпус. За день его передовая 63-я гв. танковая бригада прошла 70 км; несмотря на необходимость обходить отдельные узлы сопротивления корпус двигался в оперативной пустоте. Глубокий прорыв советских танковых армий окончательно отсёк 5-й армейский корпус немецкой 4-й танковой армии от её основных сил; вечером 19 апреля корпус был переподчинён 9-й армии. Командующий 9-й армией Бюссе немедленно приказал своему новому соединению оставить на Нейсе лишь слабую завесу, и выстраиваться фронтом на запад от Люббена до Хальбе.
20 апреля, не встречая серьёзного сопротивления, советские танкисты продолжали наступление. К вечеру 20 апреля 53-я гв. танковая бригада вышла к внешнему кольцу обороны Берлина. 4-я гв. танковая армия вообще двигалась, фактически, походным порядком. Тем не менее войска отставали от графика, и к вечеру 20 апреля Конев начал понимать, что его план прорыва к Берлину рушится. В 19:40 он отправил приказ Рыбалко и Лелюшенко:

Войска маршала Жукова в 10 км от восточной окраины Берлина. Приказываю сегодня ночью ворваться в Берлин первыми. Исполнение донести.

В 23:50 Конев потребовал от Рыбалко продолжить наступление на Берлин ночью:

Войска правого соседа находятся в 10 км восточнее Берлина. Приказываю во что бы то ни стало к утру 21 апреля 1945 г. ворваться в Берлин. Задача по моему приказу от 19 апреля 1945 г. Начало наступления на Берлин в 1:00 21 апреля 1945 г.

4-я гв. танковая армия из приказа исключалась, так как к тому моменту она уже практически полностью развернулась фронтом на запад.
Получив распоряжение командующего фронтом о продолжении наступления ночью, командующий 3-й гв. танковой армией отдал приказ выйти в район круговой берлинской автострады. Впервые с начала операции корпуса предполагалось развернуть в линию. Однако в ночь с 20 на 21 апреля и днём 21 апреля армии пришлось пробиваться через узкое дефиле между двумя болотами к востоку и западу от Барута и леса севернее него, где находилось внешнее кольцо обороны Берлина. Барут-Цоссенский рубеж был взломан лишь к 14:00 21 апреля.
События на Барут-Цоссенском рубеже привели к тому, что танковые корпуса 4-й гв. танковой армии тоже начали смещаться к Берлину. В 14:55 Д. Лелюшенко отдал приказ командиру 10-го гв. танкового корпуса:

Обходя Лукенвальде, продолжать стремительное наступление в направлении Верехольц-Ребрюкке, Штансдорф, Цендендорф. С хода 21.4.45 овладеть юго-западной частью Берлина. Требую особой решительности и стремительности действий.

22 апреля наступление 3-й гв. танковой армии значительно ускорилось. 9-й мехкорпус к концу дня на широком фронте вышел к каналу Тельтов. 6-й гв. танковый корпус захватил город Цоссен, но был остановлен взорванным мостом. Воспользовавшись для переправы бродом к востоку от города и неумело взорванным железнодорожным мостом, корпус продолжил наступление, и к вечеру овладел Тельтовым. Сознавая опасность растягивающемуся флангу, П. С. Рыбалко сосредоточил в районе юго-восточнее Цосcена резерв с приказом предотвратить прорыв на Берлин частей немецкой 9-й армии.
23 апреля в боях наступило затишье. Части 3-й гв. танковой армии получили время на отдых и подтягивание тылов, активные действия продолжала лишь 71-я гв.мехбригада 9-го мехкорпуса, наступавшая на восток вдоль берлинской кольцевой автострады. В тот же день к каналу Тельтов в районе Штансдорфа вышел 10-й гв. танковый корпус 4-й гв. танковой армии, и тоже остановился, дожидаясь пехоты.

### Взятие Потсдама
В то время как 3-я гв. танковая армия с приданными частями начала штурм Берлина, 4-я гв. танковая армия продолжала вести бои за переправы через Хавель юго-восточнее Потсдама. 25 апреля 6-й гвардейский мехкорпус форсировал Хавель и в двенадцать часов дня соединился с частями 328-й стрелковой дивизии 47-й армии генерала Перхоровича, замкнув кольцо окружения Берлина с запада. К 27 апреля 4-я гв. танковая армия и 47-я армия завершили ликвидацию потсдамской группировки немецких войск.

## Итоги и последствия
Задуманная изначально как операция по прорыву фронта противника на Нейсе и наступлению на запад, из-за амбиций маршала Конева операция превратилась в гонку к Берлину на опережение, фактически распавшись на две независимые операции: Котбус-Потсдамскую и Шпремберг-Торгаускую. Тем не менее быстрый выход советских войск к Берлину позволил окружить немецкую 9-ю армию в Хальбском котле, что значительно облегчило последующий штурм Берлина.